# De waanzinnige boomhut
De waanzinnige boomhut is een boekenreeks voor de jeugd, geschreven door de Australische auteur Andy Griffiths en geïllustreerd door Terry Denton. De boeken zijn in het Nederlands vertaald door Edward van de Vendel. De boeken zijn bedoeld voor kinderen vanaf ongeveer 7 jaar.

## Verhaal
Andy en Terry hebben een heel speciale boomhut gebouwd met een bowlingbaan, een zwembad, een zwembad vol met mensetende haaien, een geheim laboratorium en er is zelfs een marsmallowmachine die rechtstreeks marshmallows in de mond schiet. Oorspronkelijk bestond de boomhut uit dertien verdiepingen en telkens worden er dertien verdiepingen bijgebouwd. Er zijn nu tien leesboeken vertaald. Daarnaast zijn er twee doe boeken en drie boeken over andere onderwerpen. Er zijn nog veel meer boeken in het Engels geschreven maar die zijn niet vertaald naar het Nederlands.

## Delen van de serie
- Het waanzinnige boek over de billosaurus en andere prehistorische wezens - Engels: What Bumosaur Is That?
- Het waanzinnige boek over je lichaam - Engels: What Body Part Is That?
- Het waanzinnige moppenboek (geen Engelse oorsprong)
- Het tweede waanzinnige moppenboek (geen Engelse oorsprong)
- De waanzinnige boomhut - Het waanzinnige moppenboek
- De waanzinnige boomhut van 13 verdiepingen (Deel 1) - Engels: The 13-Storey Treehouse
- De waanzinnige boomhut van 26 verdiepingen (Deel 2) - Engels: The 26-Storey Treehouse
- De waanzinnige boomhut van 39 verdiepingen (Deel 3) - Engels: The 39-Storey Treehouse
- De waanzinnige boomhut van 52 verdiepingen (Deel 4) - Engels: The 52-Storey Treehouse
- De waanzinnige boomhut van 65 verdiepingen (Deel 5) - Engels: The 65-Storey Treehouse
- De waanzinnige boomhut van 78 verdiepingen (Deel 6) - Engels: The 78-Storey Treehouse
- De waanzinnige boomhut van 91 verdiepingen (Deel 7) - Engels: The 91-Storey Treehouse
- De waanzinnige boomhut van 104 verdiepingen (Deel 8) - Engels: The 104-Storey Treehouse
- De waanzinnige boomhut van 117 verdiepingen (Deel 9) - Engels: The 117-Storey Treehouse
- De waanzinnige boomhut van 130 verdiepingen (Deel 10) - Engels: The 130-Storey Treehouse
- De waanzinnige boomhut van 143 verdiepingen (Deel 11) - Engels: The 143-Storey Treehouse
- De waanzinnige boomhut van 156 verdiepingen (Deel 12) - Engels: The 156-Storey Treehouse
- De waanzinnige boomhut van 169 verdiepingen (Deel 13) - Engels: The 169-Storey Treehouse
- De waanzinnige boomhut - Het doeboek (geen Engelse oorsprong)
- De waanzinnige boomhut - Het doeboek 2 (ook geen Engelse oorsprong)
- De waanzinnige scheurkalender 2019 (geen Engelse oorsprong)
- De waanzinnige scheurkalender 2020 (geen Engelse oorsprong)
- De waanzinnige scheurkalender 2021 (geen Engelse oorsprong)
- De waanzinnige scheurkalender 2022 (geen Engelse oorsprong)
- De waanzinnige scheurkalender 2023 (geen Engelse oorsprong)

## Prijzen
- 2012 - Australian Book Industry Award - Book of the Year for Older Children voor het eerste boek The 13-Story Treehouse[1]
- 2017 - Prijs van de Nederlandse Kinderjury voor De waanzinnige boomhut van 65 verdiepingen
- 2018 - Prijs van de Nederlandse Kinderjury voor  De waanzinnige boomhut van 78 verdiepingen
- 2020 - Prijs van de Nederlandse Kinderjury voor  De waanzinnige boomhut van 104 verdiepingen